# Lorenzo Adami
Lorenzo Adami (Montelparo, dicembre 1630 – Fermo, 26 novembre 1685) è stato un militare italiano che ha servito nella Guardia reale svedese.

## Biografia

### Famiglia
Lorenzo Adami nacque nel dicembre 1630 (battezzato 26 dicembre) a Montelparo, in provincia di Fermo, in una famiglia dell'alta borghesia, settimo dei 18 figli di Bartolomeo Adami (1595-1666) e Polinice Ruffo (1604-1687). È stato il capitano della guardia del corpo della Regina Cristina di Svezia e l'inviato del cardinale Decio Azzolino juniore in Svezia nel 1660.
La zia Giulia Ruffo era la madre del cardinale Decio Azzolino che quindi era il cugino dell'Adami.

### Carriera e viaggi in Svezia
Adami scelse presto la carriera militare. Partecipò nel 1657 come capitano della nave da guerra papale La Corona d'oro in diverse battaglie navali nei Dardanelli nella guerra a Creta (Guerra di Candia) contro l'Impero ottomano. Nel 1659 entrò su iniziativa del cardinale Azzolino al servizio della regina Cristina diventando capitano della Guardia Reale, sua guardia del corpo e l'anno seguente gli fu ordinato di tornare in Svezia nell'inverno tra 1660 e il 1661. Pochi anni dopo Adami partecipò ad una missione di ritorno in Svezia per salvaguardare gli interessi della regina Cristina.
Il Capitano Adami viaggiò da Roma il 2 giugno 1665, recandosi prima ad Amburgo al fine di informarsi per conto della ex regina sulla situazione finanziaria precaria del banchiere Diego Teixeira Sampayo. Continuò poi per Stoccolma, dove arrivò il 1º agosto 1665. Ha poi viaggiato il 5 settembre a Arensburg per informarsi sulla situazione in Saaremaa e tornò a Stoccolma il 28 novembre.
La missione dell'Adami in Svezia doveva essere molto più lunga del previsto. Nonostante i buoni successi ottenuti nel riordinamento delle finanze di Cristina, nell'estate del 1667, scelse di dimettersi per colpa di alcune accuse e voci circolanti tra le persone al servizio della regina. Adami la rincontrò per l'ultima volta ad Amburgo nel gennaio 1668, per prendere congedo e rientrare in Italia.

### Dopo la carriera
Adami fu restituito dopo il suo servizio a Fermo dove si sposò nel maggio 1668 con Eufemia Altocomando. La coppia ebbe cinque figli. Trascorse il resto della sua vita vivendo di rendita. Non v'è alcuna indicazione che egli abbia mai cercato di tornare a lavorare da qualche parte. Morì il 26 novembre 1685 ed è sepolto nella Chiesa di San Domenico a Fermo.

## Lettere
Le 107 lettere di Lorenzo Adami dagli anni 1665-67 sono conservate nella Collezione Azzolino negli Archivi Nazionali di Stoccolma. La raccolta di Lettera è la fonte primaria di conoscenza circa la sua missione in Svezia.